# Joanna Calo
Joanna Calo (San Francisco, 18 novembre 1980) è una sceneggiatrice, produttrice televisiva e regista statunitense, vincitrice del Premio Emmy per la miglior serie commedia per The Bear.

## Biografia
Joanna Calo ha lavorato come sceneggiatrice televisiva a diverse serie televisiva, tra cui Benched - Difesa d'ufficio, BoJack Horseman, Girlboss, Il club delle babysitter e Hacks. Dal 2022 lavora come produttrice, sceneggiatrice e regista in The Bear. Grazie al suo lavoro nella serie, nel 2023 ha vinto il Premio Emmy per la miglior serie commedia.

## Filmografia

### Sceneggiatrice

#### Cinema
- Thunderbolts*, regia di Jake Schreier (2025)

#### Televisione
- Save Me - serie TV, episodio 1x07 (2013)
- Happyland - serie TV, episodio 1x04 (2014)
- Benched - Difesa d'ufficio (Benched) - serie TV, episodio 1x05 (2014)
- BoJack Horseman - serie animata, 7 episodi (2015-2020)
- Girlboss - serie TV, episodio 1x08 (2017)
- Undone - serie animata, episodio 1x07 (2019)
- Il club delle babysitter (The Baby-Sitters Club) - serie TV, 2 episodi (2020)
- Hacks - serie TV, episodio 1x04 (2021)
- Lost Ollie - miniserie TV, episodio 1x02 (2022)
- The Bear - serie TV, 6 episodi (2022-in corso)
- Lo scontro (Beef) - serie TV, episodio 1x06 (2023)

### Produttrice
- BoJack Horseman - serie animata, 49 episodi (2016-2020)
- Girlboss - serie TV, 13 episodi (2017)
- Tuca & Bertie - serie animata, 3 episodi (2019)
- Undone - serie animata, 8 episodi (2019)
- Il club delle babysitter (The Baby-Sitters Club) - serie TV, 10 episodi (2020)
- Hacks - serie TV, 10 episodi (2021)
- Lost Ollie - miniserie TV, 4 episodi (2022)
- The Bear - serie TV, 28 episodi (2022-in corso)
- Lo scontro (Beef) - serie TV, 10 episodi (2023)

### Regista
- The Bear - serie TV, 6 episodi (2022-in corso)

## Riconoscimenti
- Premio Emmy
  - 2019 - Candidatura al miglior programma animato per BoJack Horseman
  - 2020 - Candidatura al miglior programma animato per BoJack Horseman
  - 2021 - Candidatura alla miglior serie commedia per Hacks
  - 2023 - Miglior serie commedia per The Bear
  - 2024 - Candidatura alla miglior serie commedia per The Bear
  - 2024 - Candidatura alla miglior sceneggiatura in una serie commedia per The Bear
- British Academy Television Awards
  - 2023 - Candidatura alla miglior serie internazionale per The Bear
  - 2024 - Candidatura alla miglior serie internazionale per The Bear
- Children's and Family Emmy Awards
  - 2023 - Candidatura alla miglior sceneggiatura in una serie prescolare per Lost Ollie
- Producers Guild of America Awards
  - 2022 - Candidatura al miglior produttore in una serie commedia per Hacks
  - 2023 - Miglior produttore in una serie commedia per The Bear
  - 2024 - Miglior produttore in una serie commedia per The Bear
- Writers Guild of America Award
  - 2018 - Candidatura alla miglior animazione per BoJack Horseman
  - 2022 - Miglior serie commedia per Hacks
  - 2022 - Miglior nuova serie per Hacks
  - 2023 - Miglior serie commedia per The Bear
  - 2023 - Candidatura alla miglior nuova serie per The Bear
  - 2023 - Candidatura al miglior episodio di una commedia per The Bear
  - 2024 - Miglior serie commedia per The Bear
  - 2024 - Miglior miniserie per Lo scontro
  - 2024 - Candidatura al miglior episodio di una commedia per The Bear
  - 2025 - Candidatura alla miglior serie commedia per The Bear